# 윌리암 당지누
윌리엄 단지누(프랑스어: William Dandjinou, 2001년 10월 1일~)는 캐나다의 쇼트트랙 선수이다. 세계 선수권 대회에서 금메달 4개, 은메달 1개를 획득했으며 월드컵에서 종합 우승 1회를 달성했다.

## 경력
당지누는 2001년 퀘벡주 셔브룩에서 태어났으며 6살 때 스케이트를 타기 시작했다.
2019년에 캐나다 주니어 쇼트트랙 국가대표팀에 합류했으며 그 해 1월 캐나다 몬트리올에서 열린 세계 주니어 선수권 대회에 참가했다. 그는 1500m에서 20위, 500m에서 17위, 계주 8위에 올랐다.
같은 해에 캐나다 성인 국가대표팀에 합류한 당지누는 2019년 11월 미국 솔트레이크시티에서 열린 2019–20년 월드컵 1차 대회를 통해 쇼트트랙 월드컵에 데뷔했다. 2020년 1월에는 몬트리올에서 열린 2020년 4대륙 선수권 대회에 참가했으며 500m 준결승까지 진출했다.
2023년 11월 라발에서 열린 2024년 4대륙 선수권 대회에 참가했으며 1000m 금메달을 획득했다.